# Saint-Aignan-de-Cramesnil
Saint-Aignan-de-Cramesnil település Franciaországban, Calvados megyében. Lakosainak száma 632 fő (2018. január 1.). Saint-Aignan-de-Cramesnil Cintheaux, Conteville, Fontenay-le-Marmion, Fresney-le-Puceux, Garcelles-Secqueville, Poussy-la-Campagne, Rocquancourt és Castine-en-Plaine községekkel határos.

## Népesség
A település népessége az elmúlt években az alábbi módon változott:
| Lakosok száma | 337  | 363  | 332  | 361  | 467  | 515  | 536  | 574  | 601  | 632  |
|               | 1968 | 1975 | 1982 | 1999 | 2006 | 2011 | 2013 | 2016 | 2017 | 2018 |